# Por mis pistolas
Por mis pistolas (Por minhas pistolas) é um filme de comédia e wéstern mexicana de 1968 dirigida por Miguel M. Delgado e protagonizada por Cantinflas e Isela Vega. É uma sátira aos spaghetti western de moda no final da década de 1960.

## Enredo
Fidencio Barrenillo (Cantinflas) é um boticario de um povo na fronteira norte de México que descobre uns velhos títulos de propriedade de uma mina em Arizona chamada A Veladora, e decide a ir reclamar.
No trajecto é capturado por uma tribo de apaches e está a ponto de ser queimado vivo, mas é salvado por uma dos membros da tribo, Winona (Glória Coral) porque o Grande Chefe Cavalo Recostado (Manuel Vergara) tem dor de muelas e se inteira que o prisioneiro o pode sanar e ordena sua libertação com a condição de que o cure. Fidencio saca-lhe a muela e obtém a amizade de Winona e o chefe apache. Aí é nomeado como o «Grande Bruxo Mano de Santo».
Depois de despedir-se dos apaches, Fidencio contínua seu caminho rumo ao rancho de seus parentes, os Sánchez. No povo se aloja no hotel de Pat O'Connor (Jorge Rado), que tem controlado ao povo mediante o terror que semeiam uma gavilla de pistoleros que tem a suas ordens. Graças a que seu quarto se encontra junto ao da noiva de Pat, Fidencio se inteira dos planos deste para atacar o rancho de seus parentes, e junto com o sheriff do povo, Jim (John Kelly) se dirige a lhes avisar.
Fidencio conhece aos Sánchez; o tio de Fidencio, Dom Serapio (Manuel Alvarado), e os filhos deste e primos de Fidencio, Pedro (Gregorio Casal), Pablo (Alfonso Mejía) e Lupita (Isela Vega), quem lhe dão as boas-vindas e planeam a defesa do rancho com as armas, mas Fidencio os convence deixar todo em suas mãos, e por meio de uma poderosa purga aplicada convenientemente à banda de malhechores consegue evitar o assalto. Em poucos dias manda ao cárcere a Frank (Carlos Cardán) o feroz primeiro gatillo de Pat.
O'Connor decide cobrar-se a afrenta quando sua noiva lhe diz que tem escutado que Fidencio e os Sánchez vão em procura da A Veladora e decide emboscarlos aí mesmo. Quando Fidencio, seu tio Serapio e seus primos Pablo e Pedro chegam à mina, aparecem Pat e sua banda para lhes usurpar a mina, mas então Fidencio e sua prima Lupita mandam sinais de fumaça pedindo ajuda aos apaches. O Grande Chefe Cavalo Recostado e seus apaches fazem seu aparecimento e derrotam aos maleantes. O filme termina com Fidencio, os Sánchez e o resto do povo felizes realizando uma festa.

## Elenco
- Cantinflas como Fidencio Barrenillo.
- Isela Vega como Lupita Sánchez.
- Glória Coral como Winona, filha do Grande Chefe Cavalo Recostado.
- Quintín Bulnes como Tommy Bernard.
- Rhea Frichina como Katie (como Rhea).
- Carlos Cardán como Frank.
- Ivan J. Rado como Pat Ou'Connor (como Jorge Rado).
- Alfonso Mejía como Pablo Sánchez.
- Manuel Alvarado como Dom Serapio Sánchez.
- John Kelly como Sheriff Jim.
- Eduardo Alcaraz como Dom Chuchito.
- Pedro Galván
- Agustín Isunza como Dom Pánfilo.
- Carlos Pouliot como Agente fronteiriço.
- Manuel Vergara como Grande Chefe Cavalo Recostado (como Manver).
- Angelita Castagni
- Arturo Castro
- José Torvay
- Gregorio Casal como Pedro Sánchez (como Jesus Casillas).
- Ricardo Carrión como Willy.
- Héctor Carrión como Jimmy.
- Farnesio de Bernal como Cantinero.
- Ramón Menéndez como Johnny.
- Alberto Catalá como Pianista.
- Ramiro Orci como Villano.
- Arturo Silva
- José Loza
- Salvador Lozano
- Juan Garza como Pistolero.